# هانس دریش
هانس دریش (آلمانی: Hans Driesch؛ زادهٔ ۲۸ اکتبر ۱۸۶۷ – درگذشتهٔ ۱۷ آوریل ۱۹۴۱) دانشمند اهل آلمان بود که در زمینهٔ زیست‌شناسی و فلسفه فعالیت می‌کرد.